# The Osbournes
The Osbournes es un reality show basado en la controvertida familia del cantante de la banda de heavy metal Black Sabbath y después solista, Ozzy Osbourne, emitido en el canal estadounidense MTV. La serie se emitió originalmente por 4 temporadas y 52 episodios entre 2002 y 2005.

Obtuvo muchísima popularidad dentro y fuera de los Estados Unidos, debido a las situaciones tan alocadas que allí se vivían. Sus protagonistas son Ozzy, su mujer Sharon, su hija Kelly y su hijo Jack. Su hija mayor, Aimée, desistió de participar, ya que consideraba que la idea de estar siendo filmada todo el tiempo era absurda.
La trama inicia cuando los Osbournes deciden mudarse y compran una mansión en donde poco a poco, y a medida que pasan los capítulos, irán creciendo, siendo cobijo de los distintos y más peculiares amigos de sus hijos y de sus numerosos perros y cachorros.

## Historia
Cada episodio nos muestra escenas de la vida real de una típica estrella de rock y metal multimillonario de mediana edad con dos adolescentes, una esposa adicta a las compras que es la verdadera cabeza de la casa, un gran establo de mascotas rebeldes y algunas de las muchas personas con las que se encuentran. Los eventos incluyen a la hija adolescente Kelly que se hace un tatuaje en secreto; encontronazos con vecinos ruidosos; y preparativos para una gira de conciertos.